# 工藤浩
工藤 浩（くどう ひろし、1947年3月26日 - 2020年2月19日）は、日本の言語学者。東京外国語大学名誉教授。

## 来歴
1970年5月、東京大学文学部国語国文学専修課程卒業。1973年3月、同大学大学院人文科学研究科国語国文学専攻修士課程修了。1974年3月、同大学院人文科学研究科国語国文学専攻博士課程中退。
1974年4月、国立国語研究所言語体系研究部第一研究室 (文法部門) 研究員、1984年に同研究所主任研究官。1986年4月、東京外国語大学外国語学部助教授、1998年4月に同大学教授。
2010年3月、定年退職、同大学名誉教授。

## 研究内容
専門は日本語学、特に文法論。1982年に発表の「叙法副詞の意味と機能」で叙法副詞の定量的な分析を示し、量的な偏りが質的なものへと変貌するさまを描きだした。その他「程度副詞をめぐって」「現代日本語の文の叙法性　序章」「文の機能と叙法性」など今日でも参照される重要な論文を執筆している。定年退職後は「三鷹日本語研究所」を主宰した。著書・主要論文以外の重要な論考（「日本語の歴史」「品詞論のはなし」「奥田靖雄論ノート」「サピア『言語』を読む」ほか）が同ホームページ上に残されている。

### 業績
- 『副詞と文』ひつじ書房、2016年
- 「文の機能と 叙法性」『国語と国文学』82巻8号 2005年
- 「副詞と 文の陳述的なタイプ」、森山卓郎・仁田義雄・工藤浩『日本語の文法 3 モダリティ』 岩波書店、161-243、2000年
- 「評価成分をめぐって」川端善明・仁田義雄編『日本語文法 ─ 体系と方法』 ひつじ書房、55-72、1997年
- 「どうしても」考、鈴木泰・角田太作編『日本語文法の諸問題』 ひつじ書房、163-192、1996年
- 「現代日本語の文の叙法性 序章」『東京外国語大学論集』39  東京外国語大学 1989年
- 「叙法副詞の意味と機能」『国立国語研究所　研究報告集3』 秀英出版 1982年